# 美濃部家
美濃部家（みのべけ）は、日本の武家。菅原道真の子孫を称する。甲賀武士であり、甲賀忍を形成していた「甲賀五十三家」「甲賀二十一家」のうちの一家である甲賀地方の国人。滋賀県甲賀市水口町の領主。徳川幕府では、旗本の家格であった。特に古今亭志ん生とその一族は旗本美濃部家の子孫。

## 出自の伝承
『美濃部天満宮社記』によると、菅原道真が大宰府に左遷された時に一族や側近も失脚し、京を追われた五男の菅原淳茂が、菅原氏の荘園であった美濃部郷（現在の甲賀市水口町）梅ヶ畑に預けられた。美濃部郷の長、平左兵衛門為親の娘との間に一子菅原三郎直茂をもうける。923年（延長元年）5月、淳茂は赦免されて帰洛するが、子の直茂は美濃部に残り、小字武島に屋敷を建て、地名の美濃部に姓を変えて在地領主となった。

## 著名人物
- 美濃部茂濃（1582年、神君伊賀越えにより徳川家康を伊勢白子まで逃がした[1]）
- 美濃部達吉
- 美濃部亮吉（美濃部達吉の長男）
- 美濃部洋次（美濃部達吉の甥）

- 美濃部貞功
- 美濃部正（美濃部貞功の婿養子）

- 5代目古今亭志ん生（美濃部孝蔵）
- 10代目金原亭馬生（美濃部清、5代目古今亭志ん生の長男）
- 3代目古今亭志ん朝（美濃部強次、5代目古今亭志ん生の次男）
- 池波志乃（10代目金原亭馬生の長女）

- 美濃部直彦
- 美濃部ゆう
- 美濃部達宏

- 美濃部貞亮
- 美濃部鏘次郎（岡田卓也母方祖父）